# Yakovlev
Pour les articles homonymes, voir Iakovlev.
Yakovlev (en russe : ОКБ им. Яковлева) est un constructeur aéronautique russe. 

## Historique
Le préfixe du bureau d'études est le Yak. Le bureau d'études fut fondé par Alexandre Sergueïevitch Yakovlev en 1934 sous le nom de OKB-115.
Le nom Yakovlev est très utilisé en Occident , mais en Russie ce nom est raccourci en Yak (en russe : Як) suivi par le nom de l'avion.
En avril 2004, le bureau d'études est rattaché au holding Irkout. Fin août 2023, cette société reprend le nom de Yakolev.

## Les avions conçus par le bureau d'études Yakovlev
- AIR-1 (en)
- AIR-2 (en)
- AIR-3 (en)
- AIR-4 (en)
- AIR-5 (en)
- AIR-6 (en) (polyvalent)
- AIR-17 (en)
- UT-1 (AIR-14) (1936 - avion d'entraînement 1 place)
- UT-2 (AIR-10, Ya-20) (1935 - avion d'entraînement 2 places)

- Yak-1 (1940 – avion de chasse de la Seconde Guerre mondiale)
- Yak-2 (1940 – bombardier de la Seconde Guerre mondiale)
- Yak-3 (1943 - avion de chasse de la Seconde Guerre mondiale, amélioration du Yak-1)
- Yak-4 (1940 - bombardier de la Seconde Guerre mondiale, amélioration du Yak-2)
- Yak-5 (en) (1941 – prototype d'avion de chasse de la Seconde Guerre mondiale, amélioration du Yak-1)
- Yak-6 (1942 – avion de transport)
- Yak-7 (1942 - avion de chasse et avion d'entraînement de la Seconde Guerre mondiale, version du Yak-1)
- Yak-8 (en) (1944 - avion de transport, amélioration du Yak-6)

- Yak-9 (1944 - avion de chasse de la Seconde Guerre mondiale, amélioration du  Yak-1)
- Yak-10 (en) (liaison)
- Yak-11 (1948 - avion d'entraînement)
- Yak-12 (1947 - liaison - polyvalent)
- Yakovlev Yak-10 (en) (amélioration du Yak-10, prototype)

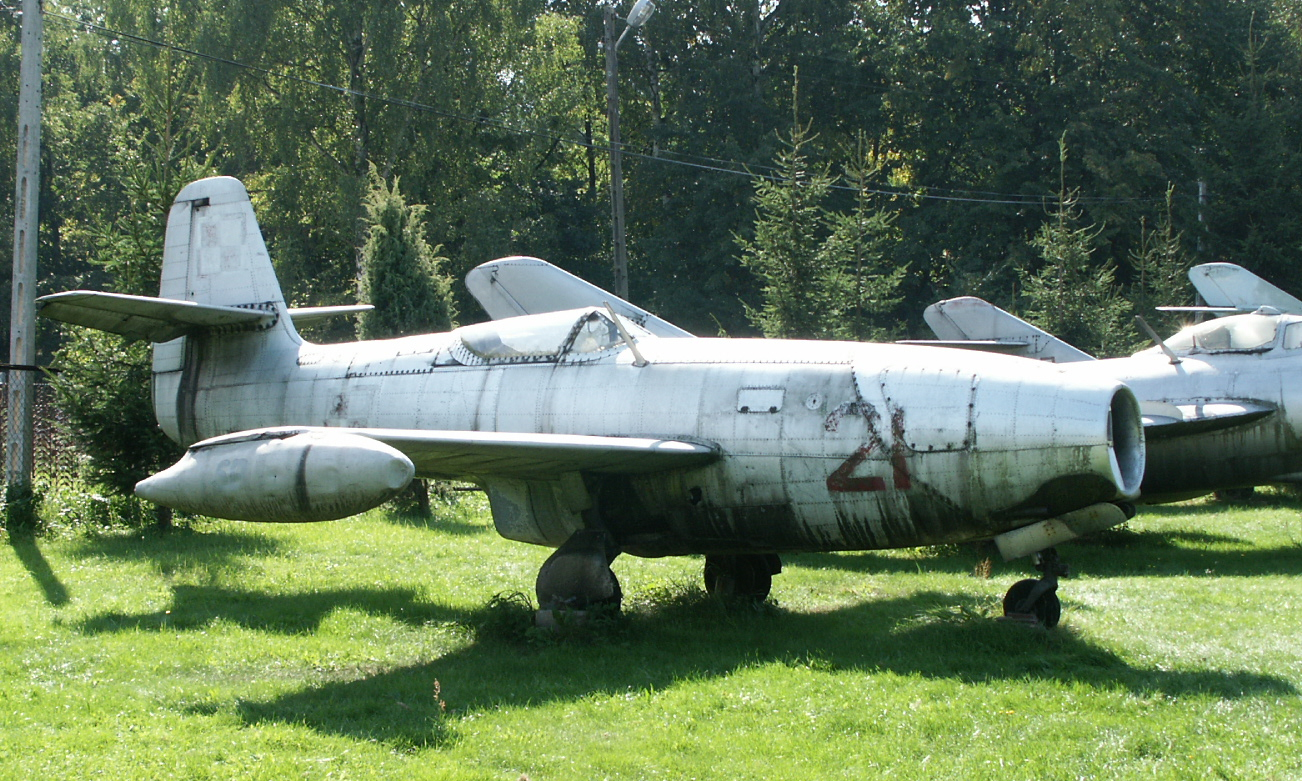
Un Yak-23

- Yak-15 (1946 - premier avion de chasse à réaction russe)
- Yak-17 (1947 - avion de chasse)
- Yak-18 (1946 - avion d'entraînement)
- Yak-19
- Yak-23 (1949 - avion de chasse)
- Yak-24 (1955 - hélicoptère de transport)
- Yak-25 (1953 - avion d'interception)
- Yak-26 (bombardier tactique)
- Yak-27 (reconnaissance)
- Yak-28 (bombardier multirôle et intercepteur)
- Yak-36 (démonstration avion à décollage vertical)
- Yak-38 (avion à décollage vertical)
- Yak-40 (avion de ligne)
- Yak-42 (avion de ligne)
- Yakovlev Yak-50 (1949) (1949, prototype d'avion de chasse)
- Yak-50 (1975, avion de voltige aérienne)

- Yak-52 (avion de voltige aérienne et d'entraînement)
- Yak-54 (en) (sport)
- Yak-55 (1982 - avion de voltige)
- Yak-56
- Yak-112 (en) (polyvalent)
- Yak-130 (avion d'entraînement)
- Yak-141 (revendication du premier chasseur à décollage vertical effectuant un vol supersonique)
- Pchela (bourdon) (drone de reconnaissance)